# إرنست كريستيان فريدريش شيرينغ
إرنست كريستيان فريدريش شيرينغ (بالألمانية: Ernst Christian Friedrich Schering)‏ (31 أيار 1824 – 27 كانون الأول 1889) صيدليا وصناعيا أنشأ شركة شيرينغ. انقسمت الشركة لاحقا إلى شيرينغ أيه جي وشيرينغ بلاو خلال الحرب العالمية الثانية.

## السيرة الذاتية
ولد في ألمانيا في 31 أيار 1824. وفي 1851، افتتح صيدلية شمال برلين. توفي في 27 كانون الأول 1889 ودفن في مقبرة رقم 3 في تجمع كنيسة أورشليم والكنيسة الجديدة (بالألمانية: Friedhof III der Jerusalems- und Neuen Kirchengemeinde) البروتستانتية في برلين.

## جائزة إرنست شيرينغ
جائزة إرنست شيرينغ هي جائزة تمنحها مؤسسة شيرينغ سنويا للبحوث في مجالات الطب والكيمياء وعلم الأحياء.